# Фей Келерман
Фей Келерман (на английски: Faye Kellerman) е американска писателка на бестселъри в жанра трилър.

## Биография и творчество
Фей Мерилин Мардер Келерман е родена на 31 юли 1952 г. в Сейнт Луис, Мисури, САЩ. Израства в Шърман Оукс, Калифорния. Получава през 1974 г. бакалавърска степен по математика, а през 1978 г. и докторска по дентална медицина в Калифорнийския университет. Въпреки образованието си никога не е работила по специалността си, а отглежда децата си като домакиня до първата си публикация.
През юли 1972 г. се омъжва за писателя Джонатан Келерман. Имат 4 деца – Джеси, Рейчъл, Илана и Ализа.
През 1989 г. издава първия си трилър „The Ritual Bath“ от емблематичната си поредица „Питър Декър и Рина Лазар“. Главен герой е детективът от Лосанджелиската полиция Питър Декър, който разследва тежки престъпления с ортодоксалната еврейка Рина Лазар. Романът става бестселър и е удостоен с наградата „Макавити“ на Организацията на писателите на трилъри на Америка.
Като цяло сюжетите на романите на писателката се развиват в рамките на еврейско-американската общност в САЩ.
През 2010-2011 г., заедно с още 25 прочути автори на криминални романи се събират, за да напишат заедно експресивния трилър „Няма покой за мъртвите“. Освен нея участници са Джефри Дивър, Кати Райкс, Питър Джеймс, Сандра Браун, Р. Л. Стайн, Лайза Скоталайн, Реймънд Хури, Джон Лескроарт, и др., а световноизвестният Дейвид Балдачи изготвя предговора. Всички те влагат своята изобретателност, за да опишат превратната съдба на детектива Джон Нън, който се е справял перфектно в разследванията си, но една-единствена грешка не му дава покой и последствията от нея го преследват с години.
Произведенията на писателката често са в списъците на бестселърите, а заедно със съпруга си са единственото семейство, което е било едновременно с произведенията си в тях. Те са преведени на много езици и са издадени в над 20 милиона екземпляра по света.
Фей Келерман живее със семейството си в Бевърли Хилс, Лос Анджелис. Големият ѝ син Джеси също е писател и драматург, а дъщеря ѝ Ализе също опитва своето перо в литературата.

## Произведения

### Самостоятелни романи
- The Quality of Mercy (1989)
- Moon Music (1998)
- Naked Came the Phoenix (2001) – с Невада Бар, Мери Джейн Кларк, Диана Габалдон, Джудит Джанс, Лори Р Кинг, Вал Макдърмид, Пам и Мери О'Шонъси, Ан Пери, Нанси Пикард, Дж. Д. Роб, Лайза Скоталайн и Марша Тали
- Prism (2009) – с Ализа Келерман
- No Rest for the Dead (2011) – с Джеф Абът, Лори Армстронг, Дейвид Балдачи, Сандра Браун, Томас Кук, Джефри Дивър, Диана Габалдон, Андрю Гъли, Ламия Гули, Питър Джеймс, Джудит Джанс, Тес Геритсън, Реймънд Хури, Джон Лескроарт, Джеф Линдзи, Гейл Линдс, Алегзандър Маккол Смит, Филип Марголин, Майкъл Палмър, T. Джеферсън Паркър, Матю Пърл, Кати Райкс, Маркъс Сейки, Джонатан Сантлоуфър, Лайза Скоталайн, Робърт Лоурънс Стайн и Марша Тали
Няма покой за мъртвите, изд.: ИК „Обсидиан“, София (2011), прев. Боян Дамянов
- Killing Season (2016)

### Серия „Питър Декър и Рина Лазар“ (Peter Decker and Rina Lazarus)
1. The Ritual Bath (1986) – награда „Макавити“
2. Sacred and Profane (1987)
3. Milk and Honey (1990)
4. Day of Atonement (1991)
5. False Prophet (1992)
6. Grievous Sin (1993)
7. Sanctuary (1994)
8. Justice (1995)
9. Prayers for the Dead (1996)
10. Serpent's Tooth (1997)
Змийски зъб, изд. „Весела Люцканова“ (2000), прев. Ани Еврева
11. Jupiter's Bones (1999)
12. Stalker (2000)
Преследвана, изд. „Весела Люцканова“ (2001), прев. Боряна Йотова
13. The Forgotten (2001)
14. Stone Kiss (2002)
15. Street Dreams (2003)
16. The Burnt House (2007)
17. The Mercedes Coffin (2008) – издадена и като „Cold Case“
18. Blindman's Bluff (2009)
19. Hangman (2010)
20. Gun Games (2011) – издадена и като „Blood Games“
21. The Beast (2013) – издадена и като „Predator“
22. The Theory of Death (2015)

### Сборници
- Double Homicide (2005) – с Джонатан Келерман
Двойно убийство: Санта Фе, Двойно убийство: Бостън, изд.: „Унискорп“, София (2005), прев. Александър Веселинов
- The Garden of Eden and Other Criminal Delights (2005)
- Capital Crimes (2006) – с Джонатан Келерман